# Wageningen Environmental Research

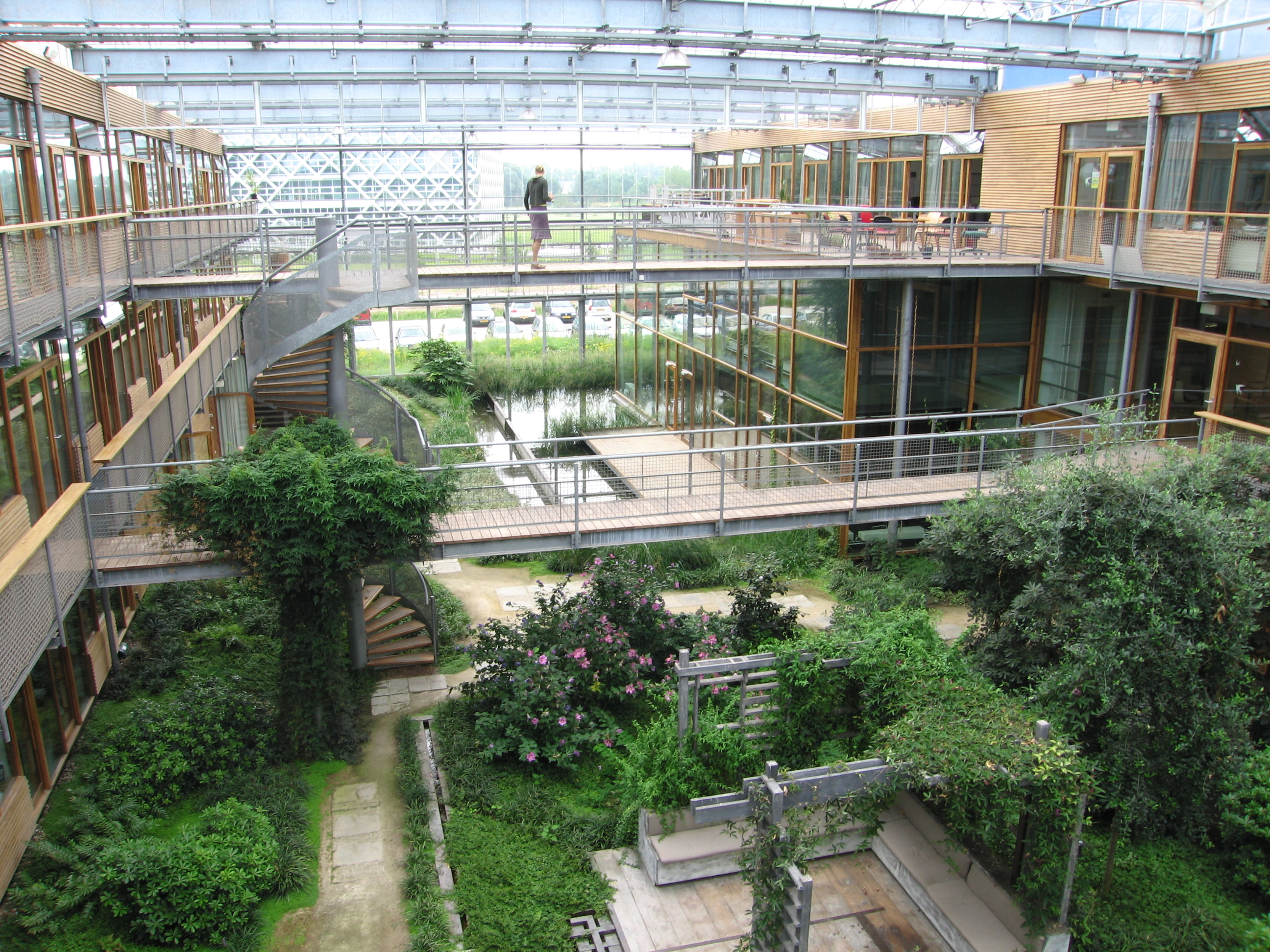
Interieur van het Lumengebouw op de WUR-campus, dat samen met Gaia het hoofdkantoor van WENR vormt

Wageningen Environmental Research (WENR) is een Nederlands onderzoeksinstituut voor de groene leefomgeving en onderdeel van Wageningen University & Research (WUR) te Wageningen. Het instituut heette aanvankelijk Alterra, in 2016 is de naam gewijzigd.
Het instituut doet onderzoek ten behoeve van beleid, beheer en ontwerp van de groene ruimte op lokale-, nationale en internationale schaal. Binnen het instituut is kennis aanwezig op onderzoeksgebieden zoals water, bodem, klimaat, landschap, natuur, biodiversiteit, bosbouw, ecologie, milieu, landgebruik, ruimtelijke ordening, geo-informatie, remote sensing en recreatie.
Bij Wageningen Environmental Research zijn in totaal ruim 400 mensen werkzaam. Het instituut is in 2000 ontstaan uit een fusie tussen het Staring Centrum/Winand Staring Centre (DLO-SC) en het Instituut voor Bos- en Natuuronderzoek (DLO-IBN). De Stichting voor Bodemkartering is een van zijn voorgangers die al eerder in 1989 met een aantal kleinere instituten was opgegaan in het Staring Centrum.